# Godziemba
Godziemba est une famille de noblesse polonaise citée pour la première fois en 1403. Le blason apparaît dès 1363.

## Membres notables
- Jan Lubrański (en) (1456-1520), homme politique et archevêque polonais.
- Stanisław Dąmbski (en)  (1638-1700), homme politique et évêque polonais.
- La famille Godebski
- Kazimierz Sosnkowski (1885-1969), général et un homme politique polonais.

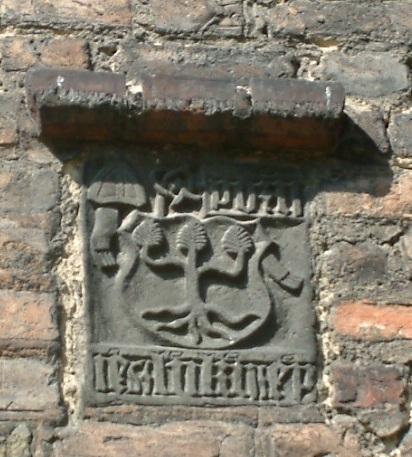
Blason de l'évêque Jan Lubrański du clan Godziemba (1456-1520), Poznań